# Tipula (Eumicrotipula) quichua
Tipula (Eumicrotipula) quichua is een tweevleugelige uit de familie langpootmuggen (Tipulidae). De soort komt voor in het Neotropisch gebied.